# Alexandre Rawlins
Pour les articles homonymes, voir Rawlins.
Alexandre Rawlins (né en 1560 et mort exécuté le 7 avril 1595) est un prêtre catholique romain anglais. Reconnu comme un martyr catholique, il est béatifié en 1929 par le pape Pie XI. Figurant dans la liste des martyrs de Douai il est vénéré par l'Église catholique le 7 avril.

## Biographie
Alors que selon Richard Challoner, Rawlins est né quelque part à la frontière entre le Worcestershire et le Gloucestershire, Rawlins déclare aux enquêteurs qu'il est né catholique dans la ville d'Oxford. Il va à l'école à Winchester avant de poursuivre ses études au Hart Hall d'Oxford. Il va ensuite à Londres où il se met en apprentissage chez un apothicaire.
En juin 1586, il est arrêté pour la deuxième fois avec Swithun Wells, un sympathisant catholique connu et le séminariste Christopher Dryland, et emprisonné à Newgate. Après avoir été emprisonné, il est banni du pays en tant que "papiste obstiné". En provenance de Southampton, il atterrit à Saint-Malo et se rend en Picardie. Il voyage beaucoup, principalement à pied, se rendant à Rome et à Paris avant d'arriver à Reims, où il entre au collège en décembre 1587. Rawlins est ordonné prêtre à Soissons le 18 mars 1590 et envoyé en mission anglaise le 9 avril. Il arrive en Angleterre en tant que missionnaire avec Edmund Gennings et Hugh Sewell. Le nom de jeune fille de sa mère étant Yeale, Rawlins se fait parfois appeler «Francis Yeale».
Rawlins travaille à York et à Durham. Le jour de Noël 1594, il est arrêté. Au printemps 1595, il est à York en attente de son procès, où il est rejoint par Henry Walpole. Le lundi 7 avril, ils sont "hanged, drawn and quartered" à Knavesmire. Rawlins est mis à mort le premier,.
Il est fêté le 7 avril.

## Sources
- Matthew Bunson, Margaret Bunson, Stephen Bunson (2003), Our Sunday Visitor's encyclopedia of saints, p.65